# Glycyphana fadilae
Glycyphana fadilae – gatunek chrząszcza z rodziny poświętnikowatych i podrodziny kruszczycowatych.
Gatunek ten opisany został po raz pierwszy w 1967 przez René Mikšiča.
Chrząszcz o ciele długości od 13 do 14 mm, dość silnie spłaszczonym, w zarysie wydłużonym i niezbyt mocno zwężonym z tyłu. Na wierzchu ciała dominuje barwa czarna. Głowa ma dwupłatowy nadustek o ziarenkowanej powierzchni. Przedplecze ma szerokie, owalne obrzeżenie o barwie czerwonej, przerwane tylko na środku podstawy. Tarczka jest czarna. Pokrywy mają za środkiem długości cztery plamki o żółtym kolorze i prostokątnym kształcie. Odnóża są stosunkowo krótkie. Przednia ich para ma w przypadku obu płci golenie uzbrojone w trzy zęby.
Gatunek orientalny, znany z północnej Tajlandii, północnego Wietnamu oraz  Malezji Zachodniej.